# John Fitch (racerförare)
John Cooper Fitch, född 4 augusti 1917 i Indianapolis, Indiana, död 31 oktober 2012 i Lime Rock, Connecticut, var en amerikansk racerförare.
Han var en ättling till uppfinnaren med samma namn.

## Racingkarriär
Fitch hade deltagit i andra världskriget som pilot i US Army Air Forces. I slutet av 1940-talet började han tävla i racing. Han körde sportvagnsracing för Briggs Cunningham vilket ledde till seger i Sebring 12-timmars och en tredjeplats i Le Mans 24-timmars 1953. Fitch tävlade i flera discipliner i Europa i början av 1950-talet, men 1956 återvände han till USA för att leda Chevrolets racingsatsning med Chevrolet Corvette.
Efter racingkarriären har Fitch arbetat med att öka säkerheten inom bilsporten.

## F1-karriär
| Säsong | Stall/Tillverkare | Poäng | Placering |
| ------ | ----------------- | ----- | --------- |
| 1953   | HWM               | 0     | –         |
| 1955   | Moss              | 0     | –         |